# Liste der Kulturdenkmale in Moos (am Bodensee)
In der Liste der Kulturdenkmale in Moos (am Bodensee) sind Bau- und Kunstdenkmale der Gemeinde Moos verzeichnet, die im „Verzeichnis der unbeweglichen Bau- und Kunstdenkmale und der zu prüfenden Objekte“ des Landesamts für Denkmalpflege Baden-Württemberg verzeichnet sind. Dieses Verzeichnis ist nicht öffentlich und kann nur bei „berechtigtem Interesse“ eingesehen werden. Die folgende Liste ist daher nicht vollständig und beruht auf anderweitig veröffentlichten Angaben.

## Allgemein
- Bild: Zeigt ein ausgewähltes Bild aus Commons, „Weitere Bilder“ verweist auf die Bilder im Medienarchiv Wikimedia Commons.
- Bezeichnung: Nennt den Namen, die Bezeichnung oder die Art des Kulturdenkmals.
- Lage: Straßenname und Hausnummer oder Flurstücknummer des Kulturdenkmals, gegebenenfalls auch den Ortsteil. Die Grundsortierung der Liste erfolgt nach dieser Adresse. Der Link (Karte) führt zu verschiedenen Kartendiensten mit der Position des Kulturdenkmals. Fehlt dieser Link, wurden die Koordinaten noch nicht eingetragen. Sind diese bekannt, können sie über ein Tool mit einer Kartenansicht einfach nachgetragen werden. In dieser Kartenansicht sind Kulturdenkmale ohne Koordinaten mit einem roten bzw. orangen Marker dargestellt und können durch Verschieben auf die richtige Position in der Karte mit Koordinaten versehen werden. Kulturdenkmale ohne Bild sind an einem blauen bzw. roten Marker erkennbar.
- Datierung: Baubeginn, Fertigstellung, Datum der Erstnennung oder grobe zeitliche Einordnung entsprechend des Eintrags in der zuständigen Denkmaldatenbank (Landesamt für Denkmalpflege Baden-Württemberg).
- Beschreibung: Kurzcharakteristik des Kulturdenkmals.

## Liste

### Bankholzen
| Bild           | Bezeichnung                                             | Lage                                     | Datierung | Beschreibung                                     | ID |
| -------------- | ------------------------------------------------------- | ---------------------------------------- | --------- | ------------------------------------------------ | -- |
|                | erhaltenswerter historischer Straßenraum                | Deienmooserstraße                        |           |                                                  |    |
|                | Brunnen                                                 | Deienmooser-, Schienerbergstraße (Karte) |           | Geschützt nach § 2 DSchG                         | BW |
|                | Quergeteiltes Einhaus Deienmooserstraße 1               | Deienmooserstraße 1 (Karte)              |           | Geschützt nach § 2 DSchG                         | BW |
|                | Quergeteiltes Einhaus Deienmooserstraße 2               | Deienmooserstraße 2 (Karte)              |           | Geschützt nach § 2 DSchG                         | BW |
|                | Quergeteiltes Einhaus Deienmooserstraße 3               | Deienmooserstraße 3 (Karte)              |           | Geschützt nach § 2 DSchG                         | BW |
|                | Ehemaliges Pfarrhaus                                    | Deienmooserstraße 4 (Karte)              |           | Geschützt nach § 2 DSchG                         | BW |
|                | Pfarrhaus                                               | Deienmooserstraße 5 (Karte)              |           | Geschützt nach § 2 DSchG                         | BW |
|                | Quergeteiltes Einhaus Deienmooserstraße 6               | Deienmooserstraße 6 (Karte)              |           | Geschützt nach § 2 DSchG                         | BW |
|                | Ehemals quergeteiltes Einhaus Deienmooserstraße 7       | Deienmooserstraße 7 (Karte)              |           | erhaltenswertes historisches Gebäude             | BW |
|                | Scheune Deienmooserstraße 9                             | Deienmooserstraße 9 (Karte)              |           | erhaltenswertes historisches Gebäude             | BW |
|                | Ehemals quergeteiltes Einhaus Deienmooserstraße 8/10    | Deienmooserstraße 8/10 (Karte)           |           | erhaltenswertes historisches Gebäude             | BW |
|                | Schuppen Deienmooserstraße 11                           | Deienmooserstraße 11 (Karte)             |           | erhaltenswertes historisches Gebäude             | BW |
|                | Quergeteiltes Einhaus Deienmooserstraße 14              | Deienmooserstraße 14 (Karte)             |           | erhaltenswertes historisches Gebäude             | BW |
|                | Quergeteiltes Einhaus Deienmooserstraße 20              | Deienmooserstraße 20 (Karte)             |           | Geschützt nach § 2 DSchG                         | BW |
|                | Heerenweg                                               |                                          |           | erhaltenswerter historischer Straßenraum         |    |
|                | Quergeteiltes Einhaus Heerenweg 1                       | Heerenweg 1 (Karte)                      |           | erhaltenswertes historisches Gebäude             | BW |
|                | Hegaustraße                                             |                                          |           | erhaltenswerter historischer Straßenraum         |    |
|                | Quergeteiltes Einhaus Hegaustraße 4                     | Hegaustraße 4 (Karte)                    |           | erhaltenswertes historisches Gebäude             | BW |
|                | Quergeteiltes Einhaus Hegaustraße 8                     | Hegaustraße 8 (Karte)                    |           | Geschützt nach § 2 DSchG                         | BW |
|                | Im Winkel                                               |                                          |           | erhaltenswerter historischer Straßenraum         |    |
|                | Quergeteiltes Einhaus Im Winkel 1                       | Im Winkel 1 (Karte)                      |           | Geschützt nach § 2 DSchG                         | BW |
|                | Quergeteiltes Einhaus Im Winkel 2                       | Im Winkel 2 (Karte)                      |           | Geschützt nach § 2 DSchG                         | BW |
|                | Quergeteiltes Einhaus Im Winkel 3                       | Im Winkel 3 (Karte)                      |           | Geschützt nach § 2 DSchG                         | BW |
|                | Doppelhofanlage Im Winkel 4, 6, 6a                      | Im Winkel 4, 6, 6a (Karte)               |           | Geschützt nach § 2 DSchG                         | BW |
|                | Nettenbach                                              |                                          |           | erhaltenswertes historisches Gewässer            |    |
|                | Nördliche Ortslage                                      |                                          |           | erhaltenswerter historischer Ortsrand            |    |
|                | Östliche Ortslage                                       |                                          |           | Erhaltenswerte historische Grünfläche            |    |
|                | Petergasse                                              |                                          |           | erhaltenswerter historischer Straßenraum         |    |
|                | Quergeteiltes Einhaus Petergasse 1                      | Petergasse 1 (Karte)                     |           | Geschützt nach § 2 DSchG                         | BW |
|                | Quergeteiltes Einhaus Petergasse 2                      | Petergasse 2 (Karte)                     |           | Geschützt nach § 2 DSchG                         | BW |
|                | Schienerbergstraße nördl. Abschnitt                     |                                          |           | erhaltenswerter historischer Straßenraum         |    |
|                | Schienerbergstraße südl. Abschnitt                      |                                          |           | erhaltenswerter historischer Straßenraum         |    |
|                | Schienerbergstraße, In den Reben                        |                                          |           | erhaltenswerter historischer Fußweg              |    |
|                | Scheune Schienerbergstraße 4                            | Schienerbergstraße 4 (Karte)             |           | erhaltenswertes historisches Gebäude             | BW |
|                | Ehemaliges Wohn- und Geschäftshaus Schienerbergstraße 7 | Schienerbergstraße 7 (Karte)             |           | erhaltenswertes historisches Gebäude             | BW |
|                | Quergeteiltes Einhaus Schienerbergstraße 11             | Schienerbergstraße 11 (Karte)            |           | Kulturdenkmal-Prüffall / erhaltenswertes Gebäude | BW |
|                | Quergeteiltes Einhaus Schienerbergstraße 12             | Schienerbergstraße 12 (Karte)            |           | erhaltenswertes historisches Gebäude             | BW |
|                | Quergeteiltes Einhaus Schienerbergstraße 13             | Schienerbergstraße 13 (Karte)            |           | Geschützt nach § 2 DSchG                         | BW |
|                | Trottengebäude Schienerbergstraße 13a                   | Schienerbergstraße 13a (Karte)           |           | Geschützt nach § 2 DSchG                         | BW |
|                | Scheune Schienerbergstraße 15                           | Schienerbergstraße 15 (Karte)            |           | erhaltenswertes historisches Gebäude             | BW |
|                | Quergeteiltes Einhaus Schienerbergstraße 17             | Schienerbergstraße 17 (Karte)            |           | Geschützt nach § 2 DSchG                         | BW |
|                | Quergeteiltes Einhaus Schienerbergstraße 18             | Schienerbergstraße 18 (Karte)            |           | Geschützt nach § 2 DSchG                         | BW |
|                | Quergeteiltes Einhaus Schienerbergstraße 19             | Schienerbergstraße 19 (Karte)            |           | Geschützt nach § 2 DSchG                         | BW |
|                | Hofanlage Schienerbergstraße 21, 21a                    | Schienerbergstraße 21, 21a (Karte)       |           | Geschützt nach § 2 DSchG                         | BW |
|                | Ehemaliges Rat- und Schulhaus                           | Schienerbergstraße 24 (Karte)            |           | Geschützt nach § 2 DSchG                         | BW |
| Weitere Bilder | Kath. Pfarrkirche                                       | Schienerbergstraße 25 (Karte)            |           | Geschützt nach § 2 DSchG                         |    |
|                | Schuppen Schienerbergstraße 26                          | Schienerbergstraße 26 (Karte)            |           | erhaltenswertes historisches Gebäude             | BW |
|                | Wohnhaus Schienerbergstraße 28                          | Schienerbergstraße 28 (Karte)            |           | erhaltenswertes historisches Gebäude             | BW |
|                | Südwestliche Ortslage                                   |                                          |           | erhaltenswerter historischer Ortsrand            |    |
|                | Vordere Höristraße                                      |                                          |           | erhaltenswerter historischer Straßenraum         |    |
|                | Quergeteiltes Einhaus                                   | Vordere Höristraße 2 (Karte)             |           | Kulturdenkmal-Prüffall / erhaltenswertes Gebäude | BW |
|                | Quergeteiltes Einhaus Vordere Höristraße 6              | Vordere Höristraße 6 (Karte)             |           | Kulturdenkmal-Prüffall / erhaltenswertes Gebäude | BW |
|                | Quergeteiltes Einhaus Vordere Höristraße 8              | Vordere Höristraße 8 (Karte)             |           | erhaltenswertes historisches Gebäude             | BW |
|                | Quergeteiltes Einhaus Vordere Höristraße 18             | Vordere Höristraße 18 (Karte)            |           | erhaltenswertes historisches Gebäude             | BW |

### Weiler
Moos-Bankholzen, Schienerbergstraße 24, Bankholzen

| Bild | Bezeichnung | Lage                        | Datierung | Beschreibung             | ID |
| ---- | ----------- | --------------------------- | --------- | ------------------------ | -- |
|      | Schulhaus   | Weiler, Haldenweg 1 (Karte) |           | Geschützt nach § 2 DSchG | BW |